# GCR-Klasse 11E
Die Klasse 11E der Great Central Railway (GCR), auch als Directors oder Director-Klasse bezeichnet, umfasste zehn Dampflokomotiven mit Schlepptender. Die American-Lokomotiven wurden von John G. Robinson, dem Chief Mechanical Engineer der GCR, entworfen und dienten dem Schnellzugsverkehr zwischen London und Manchester. Nach der Eingliederung der GCR in die London and North Eastern Railway (LNER) wurden die Lokomotiven in die LNER-Klasse D10 eingeordnet und bis Mitte der 1950er Jahre weiterhin unter Britisch Rail eingesetzt. Die Lokomotiven trugen Namen der Direktoren der GCR, die nach 1900 im Dienst standen. Eine leicht verbesserte Version der Klasse 11E war die nach dem Ersten Weltkrieg gebaute Klasse 11F, die den Namen Improved Directors trug.

## Geschichte

### Klasse 11E
Nachdem Robinson erkannt hatte, dass seine Lokomotiven der Klasse 11B für die wachsenden Anforderungen der GCR zu klein waren, konstruierte er die Klasse 8C mit der Achsfolge 2’C sowie die Atlantic-Lokomotiven der Klasse 8B, um die beiden Konzepte vergleichen zu können. Die Klasse 8B erwies sich als erfolgreich und wurde in größerer Stückzahl gebaut. Als zusätzliche Lokomotiven benötigt wurden, kehrte Robinson mit der Klasse 1 Sir Sam Fay zur Achsfolge 2’C zurück. Obwohl die Sir Sam Fay-Lokomotiven kraftvoll wirkten, entpuppten sie sich als Enttäuschung, und Robinson entwarf bald darauf die Klasse 11E. Diese American-Lokomotive bot mehr Platz für die Feuerbüchse zwischen den Treibachsen als der Raum der zwischen den beiden hinteren Achsen der Klasse 1. Bei der Klasse 11E standen 3048 mm (10 ft) zur Verfügung, während es bei der Klasse 1 nur 2514 mm (8 ft 3 in) waren. Mit einem im Vergleich zur Klasse 1 kürzeren Kessel und kleineren Zylindern waren Dampferzeugung und Dampfverbrauch bei der Klasse 11E gut aufeinander abgestimmt. Die zehn Lokomotiven wurden 1913 in den bahneigenen Werkstätten in Gorton bei Manchester gebaut.

### Betrieb
Nach Ablieferung wurden die Lokomotiven über einen Zeitraum von zwei Monaten in Gorton zum Einfahren eingesetzt, bevor sie bis auf eine alle nach Neasden versetzt wurden, wo sie Lokomotiven der Klasse 8B ersetzten. Sie wurden für die Bespannung der schnellsten und schwersten Zügen eingesetzt und waren von Anfang an ein Erfolg. Im Gegensatz zu den Lokomotiven der Klasse 8B verblieben die 11E durchgehend von London bis Manchester am Zug, während die 8B an Zwischenstationen ausgewechselt wurden. Die Klasse 11E gilt als einer der herausragendsten Entwürfe von Robinson. Mindestens einmal soll eine Lokomotive eine Geschwindigkeit von 145 km/h (90 mph) erreicht haben.
Zwischen 1919 und 1922 wurde die Klasse 11E von der Klasse 11F verdrängt. Die Lokomotiven der Klasse 11E wurden von Neasden nach Sheffield und Woodford versetzt, während die 11F nach Neasden gelangten. Alle Lokomotiven der Klasse 11E wurden 1923 von der LNER übernommen und in die Klasse D10 eingereiht. In den 1930er Jahren wurden sie auch von anderen Depots aus eingesetzt, wie Liverpool oder Copley Hill bei Leeds. Während des Zweiten Weltkriegs wurden die Lokomotiven weit ihren ursprünglichen Depots eingesetzt, um Güterzügen nach Newcastle und Edinburgh zu ziehen. Drei D10 wurden in Langwith bei Shirebrook eingesetzt, um Arbeiterzüge zur Royal Ordnance Factory in Ranskill zu befördern. Zwischen 1943 und 1947 wurden alle zehn D10 nach Sheffield versetzt. Anschließen wurden die D10 nach Brunswick in Liverpool, Trafford Park in Manchester und Northwich verlegt, um die Züge auf den Cheshire Lines zu befördern.
Nach der Verstaatlichung im Jahr 1948 übernahm die London Midland Region der British Railways die Cheshire Lines und ersetzte die D10 nach und nach durch ehemalige Lokomotiven der London, Midland and Scottish Railway (LMS). Die Ausmusterung der D10 begann 1953 und wurde 1955 abgeschlossen. Keine Lokomotive ist erhalten geblieben.

## Technik
Die Lokomotiven der Achsfolge 2’B (American) entstanden durch Verkürzung der Klasse 8C durch Weglassen einer Kuppelachse, Vergrößerung des Abstandes zwischen den verbleibenden Kuppelachsen und Einbau eines kürzeren Kessels mit einem um 76 mm (3 in)  vergrößerten Durchmesser. Das Zweizylinder-Triebwerk war als Innentriebwerk ausgeführt, und auch die Stephenson-Steuerung für die Kolbenschieber war innenliegend. Die schmale Belpaire-Feuerbüchse reichte zwischen den beiden Kuppelachsen hinab. Der Langkessel hatte einen Durchmesser von 1600 mm (63 in) und war mit 195 Siederohren und 24 Rauchrohren ausgestattet. Ein charakteristisches Erkennungsmerkmal der Lokomotive ist der über beide Kuppelräder gezogene Radschutzkasten mit gerade verlaufender Oberkante.

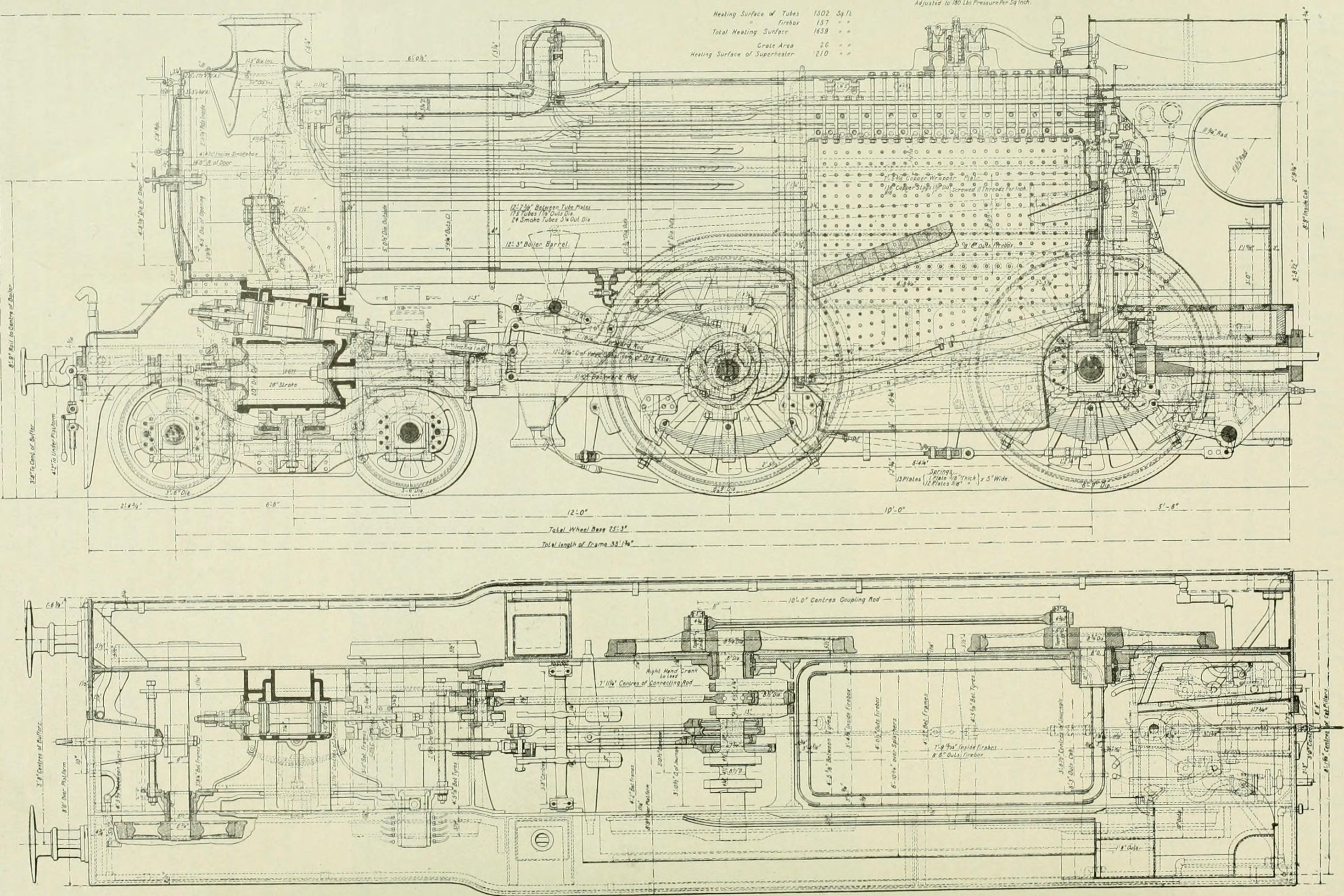
Zeichnung der Klasse 11E

## Namen und Nummern
| Name                       | GCR-Nummer | LNER-Nummer | ab 1946 | BR-Nummer | Baujahr | Ausmusterung |
| -------------------------- | ---------- | ----------- | ------- | --------- | ------- | ------------ |
| Sir Alexander Henderson 1) | 429        | 5429        | 2650    | 62650     | 1913    | 1954         |
| Purdon Viccars             | 430        | 5430        | 2651    | 62651     | 1913    | 1953         |
| Edwin A. Beazley           | 431        | 5431        | 2652    | 62652     | 1913    | 1954         |
| Sir Edward Fraser          | 432        | 5432        | 2653    | 62653     | 1913    | 1955         |
| Walter Burgh Gair          | 433        | 5433        | 2654    | 62654     | 1913    | 1953         |
| The Earl of Kerry          | 434        | 5434        | 2655    | 62655     | 1913    | 1953         |
| Sir Clement Royds          | 435        | 5435        | 2656    | 62656     | 1913    | 1955         |
| Sir Berkeley Sheffield     | 436        | 5436        | 2657    | 62657     | 1913    | 1953         |
| Charles Stuart Wortley 2)  | 437        | 5437        | 2658    | 62658     | 1913    | 1955         |
| Worsley Taylor             | 438        | 5438        | 2659    | 62659     | 1913    | 1954         |

1) ab 1917 Sir Douglas Haig, später Prince Henry
2) ab 1920 Prince George